# 梅拉尼亞嶺
梅拉尼亞嶺（英語：Melania Ridge），是南極洲的山嶺，位於杜費克海岸，屬於亞歷山德拉皇后山脈的一部分，處於辛普利斯蒂山西北面2.8公里，長6公里，現時由南極條約體系管理。

## 外部連結
. . United States Geological Survey.   [2013-09-16].
78°9′S 166°17′E / 78.150°S 166.283°E